# Доу, Герберт Генри
Ге́рберт Ге́нри До́у (англ. Herbert Henry Dow; 26 февраля 1866, Белвилл, Онтарио, Канада — 15 октября 1930, Рочестер, Миннесота, США) — американский химик-промышленник, изобретатель и предприниматель, один из пионеров электрохимии, основатель компании Dow Chemical (1897), меценат. Получил несколько десятков патентов на изобретения в области прикладной химии и др. Награждён Медалью Перкина (1930). Член Национального зала славы изобретателей и Мичиганского Зала славы. Основатель Садов Доу (1899).

## Биография

### Ранние годы. Обретение профессии
Герберт Доу родился в 1866 году в Белвилле, в канадской провинции Онтарио в семье американского инженера-механика и изобретателя Джозефа Генри Доу (англ. Joseph Henry Dow; 1836—1901) и Сарры Джейн Доу (урожд. Баннел; англ. Sarah Jane Bunnell Dow; 1838—1910), был старшим ребёнком в семье. Родители были родом из Дерби, куда семья вернулась через полтора месяца после рождения Герберта. В 1873 году вслед за компанией, в которой работал отец, семья переехала в штат Огайо, в Кливленд.
Герберт с детства участвовал в научных экспериментах отца, помогал в решении технических задач. Вместе они создали небольшую паровую турбину, использовавшуюся для торпедных двигателей во флоте США (англ. Dow turbine). Первым самостоятельным изобретением двенадцатилетнего Доу стал инкубатор для куриных яиц — созданию устройства, автоматически поддерживающего постоянную температуру, предшествовали 39 неудачных попыток.

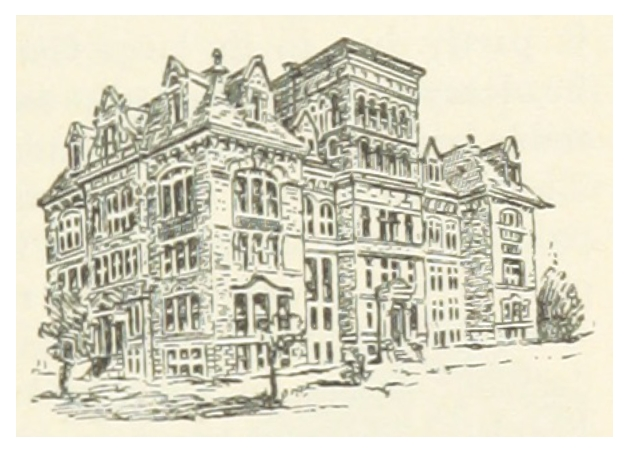
Кейсовская школа прикладных наук. Конец XIX века

В 1884—1888 годах учился в Кейсовской школе прикладных наук, изучал химию под руководством Эдварда У. Морли, физику преподавал Альберт А. Майкельсон. В студенческие годы, сделав анализ подземного рассола, выступившего на поверхность в процессе бурения скважин в окрестностях Кливленда, Доу обнаружил в образце высокое содержание брома, использовавшегося в медицине и фотографии. Аналогичные результаты были получены им в Кантоне и Мидленде.
Процесс извлечения брома из рассола в то время был многоступенчатым, многоотходным и дорогостоящим. Доу начал разработку своего метода добычи брома. Закончив обучение и получив степень бакалавра наук, год работал профессором химии в колледже больницы Гурон-стрит (англ. Huron street hospital college), продолжая исследования.

### Изобретения и начало предпринимательства
Если не можешь сделать лучше, чем другие, зачем делать? 
Герберт Доу
В 1889 году Доу разработал экономически эффективный способ извлечения брома и получил первый патент. Оставив преподавание, основал собственную компанию Canton Chemical. Промышленное производство наладить не удалось, и через год компания обанкротилась. В 1890 году Доу перебрался в богатый соляными месторождениями Мидленд, где продолжил разработки. Эксперименты Доу проводил в старом сарае, используя электричество, подаваемое генератором от парового двигателя на арендованной им мельнице. Изобретатель работал по 18 часов в сутки, ездил по Мидленду на старом велосипеде и получил прозвище «сумасшедший Доу» от местных жителей.
В 1890 году Доу основал вторую компанию — Midland Chemical. В 1891 году разработал и запатентовал электролитический метод извлечения брома из рассола, получивший название «процесс Доу». Процесс Доу отличало использование относительно небольшого количества топлива из промышленных отходов, более полное использование ресурсов исходного сырья. Его применение стало первым коммерчески успешным использованием генератора постоянного тока в американской химической промышленности.
Метод Доу предполагал также обработку и использование побочных продуктов процесса добычи брома, но идеи изобретателя не встретили понимания коллег и инвесторов, и в 1894 году Доу был отстранён от работы в компании. Уехав в Огайо, в 1895 году Доу основал третью компанию — Dow Process, где занимался исследованиями, связанными с извлечением хлора из рассола. Через год компания переместилась в Мидленд, после реорганизации в 1897 году получила название Dow Chemical. В 1898 году было начато коммерческое производство отбеливателя Dow, принесшее успех. В 1900 году компания Доу поглотила Midland Chemical.
К началу XX века Доу стал одним из ведущих учёных США.

### Борьба с монополиями
Наладив производство брома, Доу стал продавать его на американском рынке по 36 центов за фунт. Мировой рынок в то время контролировался немецким химическим концерном «Бромконвенция» (нем. Die Deutsche Bromkonvention), объединившим около 30 фирм-поставщиков и установившим цену 49 центов за фунт. В 1904 году, желая увеличить прибыль, Доу решил расширить рынок сбыта, начав с Англии. Вскоре в офис компании в Мидленде последовал визит представителя картеля, предупредившего Доу, что если тот не ограничится продажами внутри страны, его компания будет разорена. Проигнорировав предупреждение, Доу продолжал экспорт брома от Англии до Японии.
Для устранения конкурента «Бромконвенция» пошла на искусственное занижение цены, наводнив американский рынок бромом по 15 центов за фунт, что было ниже не только цены Доу, но и себестоимости брома для немецких производителей.
Вместо ожидаемого ответного снижения цены, Доу предпринял другой маневр — приостановив своё производство, через подставные фирмы начал скупать поставляемый немцами по заниженной цене бром, затем переупаковывал его и продавал по 27 центов на европейском рынке — включая Германию. Не понимая причин роста спроса на бром в Америке и появления дешёвого брома в Германии, «Бромконвенция» подозревала кого-то из членов картеля в торговле ниже установленной цены, и в ожидании разорения компании Доу продолжала снижать цену на американском рынке — до 12, затем 10,5 центов. Продолжал свою тактику и Доу.
Ценовая война длилась с 1904 по 1908 год и принесла Доу значительную прибыль. Раскрыв схему Доу, «Бромконвенция» предложила ему переговоры, закончившиеся соглашением о том, что Доу не будет продавать бром в Германии, картель уйдёт с рынка США, а в остальных странах мира обеими сторонами будет вестись конкурентная торговля.
Впоследствии Доу применил тот же приём с немецкими монополиями на красители и магний.

### Продолжение исследований и развитие бизнеса
У Доу была новая идея каждое утро.
 Том Грисволд
Продолжая фундаментальные и прикладные исследования, Доу разработал способы извлечения из рассола натрия, кальция, магния и других химических веществ. В 1906 году обратился к производству сельскохозяйственных химикатов, в 1908-м в Dow Chemical основано отдельное подразделение, выпускавшее инсектициды. В 1913 году Доу прекратил выпуск отбеливателей и сфокусировался на сырьевом производстве хлора.
В годы Первой мировой войны, когда Германия, бывшая одним из крупнейших поставщиков химических веществ, лишилась возможности поставлять продукцию на экспорт из-за военных действий, компания Dow Chemical заполнила нишу на рынке, производя магний для зажигательного оружия, монохлорбензол и фенол для взрывчатых веществ, бром для медикаментов и слезоточивого газа. В 1916 году Доу выпустил хлориды кальция, магния, ацетилсалициловую кислоту. Доу был первым американским производителем йода и синтетического красителя индиго, ввёл автоматизированное производство сульфата магния (соли Эпсома) из рассола. 
В 1918 году Доу создал логотип компании, который используется Dow Chemical поныне.
После войны занимался исследованиями, связанными с прикладным применением магния, обратился к разработкам продукции для автомобильной промышленности (бензин, детали для двигателей и др.).
Доу получил несколько десятков патентов на изобретения, под его руководством компания Dow Chemical стала одним из ведущих мировых производителей химикатов.

### Последние годы
Доу работал в компании до последних лет жизни. В 1929 году, в связи с постепенным истощением соляных месторождений планировал постройку завода для извлечения брома из морской воды, но план осуществить не успел. В 1930 году изобретатель был награждён медалью Перкина.
Герберт Доу умер от цирроза печени в клинике Mayo Brothers в Рочестере в октябре 1930 года. Похоронен в Мидленде.
Последний проект Доу осуществил через три года его сын Уиллард, возглавивший компанию после смерти изобретателя.

## Награды и признание
- Медаль Перкина (1930)[10].
- Член Национального зала славы изобретателей[2].
- Член Мичиганского Зала славы[англ.] (2006)[10]

## Семья
- Жена (с 1892) — Грейс А. Доу[англ.] (урожд. Балл; Grace Anna Ball Dow; 1869—1953)
  - Дети:
Хелен (Helen Dow Hale; 1894—1918), Рут (Ruth Alden Dow Doan; 1895—1950), Уиллард (Willard Henry Dow; 1897—1949), Осборн (Osborne Curtiss Dow; 1899—1902), Олден[англ.] (Alden B. Dow; 1904—1983), Дороти (Dorothy Dow Arbury; 1908—1993)[6][3]

## Сады Доу

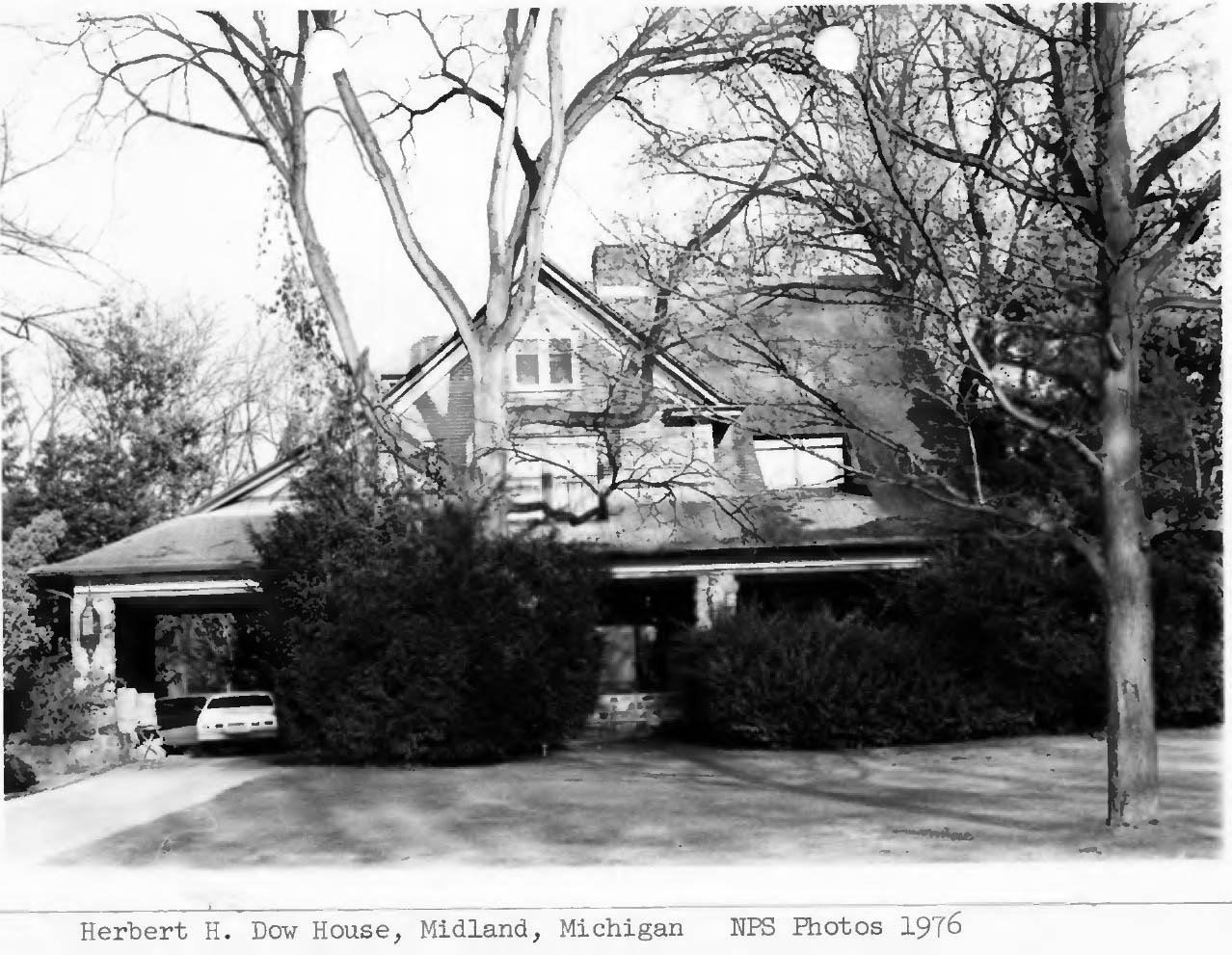
Дом Герберта Доу. 1916

В 1899 году Доу построил для семьи дом в Мидленде, на Уэст-Мэйн-стрит и начал разбивку сада. Плоское пространство в 3,2 га с неплодородной песчаной почвой стало полем для экспериментов Доу с химикатами и сыграло роль в появлении сельскохозяйственного подразделения в Dow Chemical. Озеленение началось с посадки 92 плодовых деревьев разных сортов, виноградной лозы и сиреневых кустов, со временем количество яблонь достигло 5000. Поначалу земля обрабатывалась без использования техники — с применением лошадиной силы выкопан пруд, насыпаны холмы и сформирован рельефный ландшафт сада, визуально расширявший пространство.

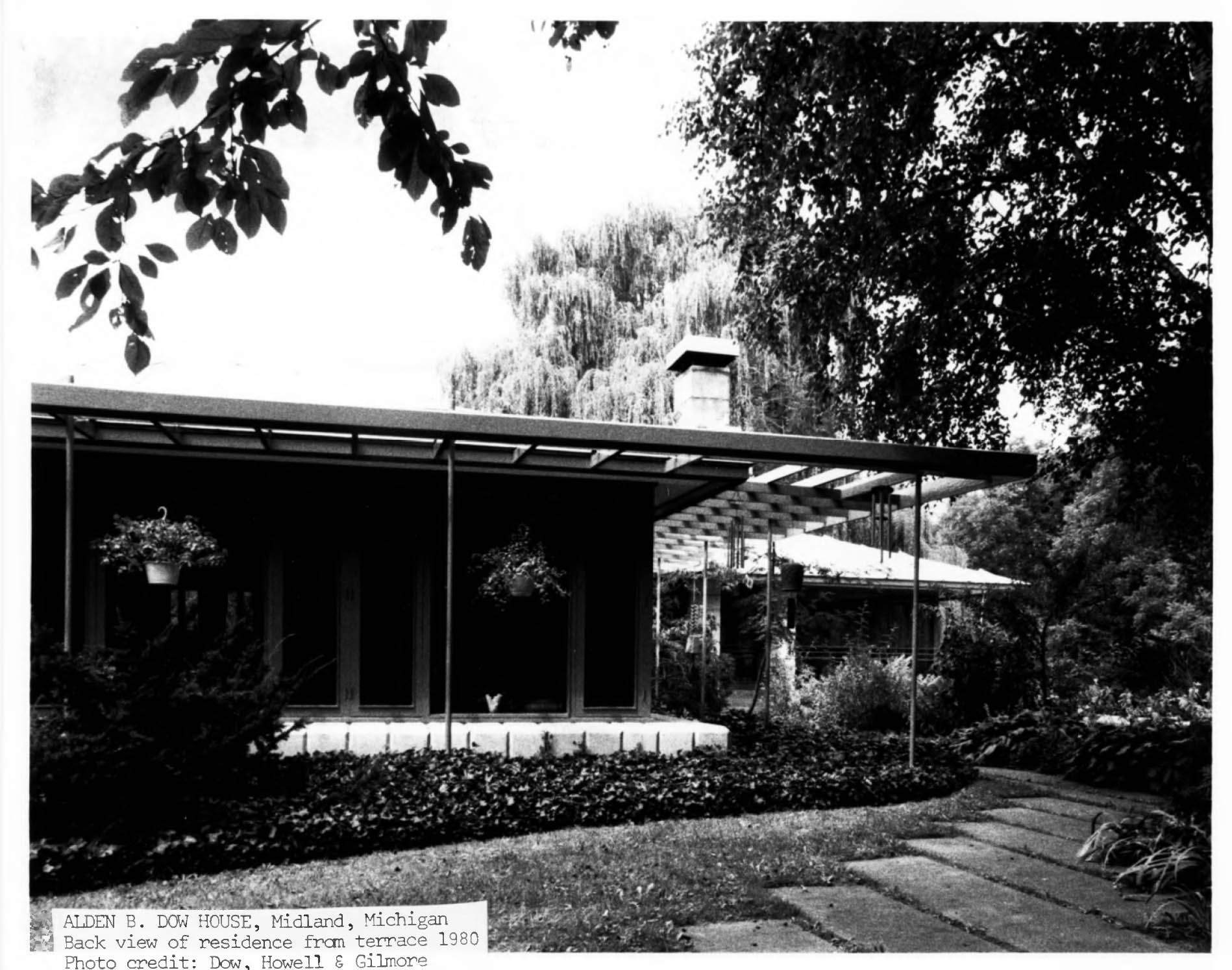
Дом Олдена Доу

Садовый дизайн Доу основывался на его философии — «не надо раскрывать всей красоты сада с первого взгляда». Сын изобретателя, архитектор Олден Доу, позднее выстроивший в садовых окрестностях дом и мастерскую, считал сады проявлением «самой интересной стороны характера отца».

## Благотворительная деятельность
Деятельность Г. Доу способствовала росту американской химической промышленности и преобразованию Мидленда — из небольшого населённого пункта с дефицитом рабочих мест он стал городом учёных, промышленников и миллиардеров. Доу участвовал в развитии города, финансируя строительство ряда общественных зданий. В годы Первой мировой войны в Мидленд стекался поток иногородних рабочих, занятых на заводе Dow Chemical. В начале 1919 года Доу построил для них базу отдыха — многофункциональный общинный центр с душами, туалетами, большой аудиторией, при необходимости переформатируемой в баскетбольную площадку, теннисным кортом, в зимнее время служившим катком, дорожками для боулинга, конференц-залами и пр.

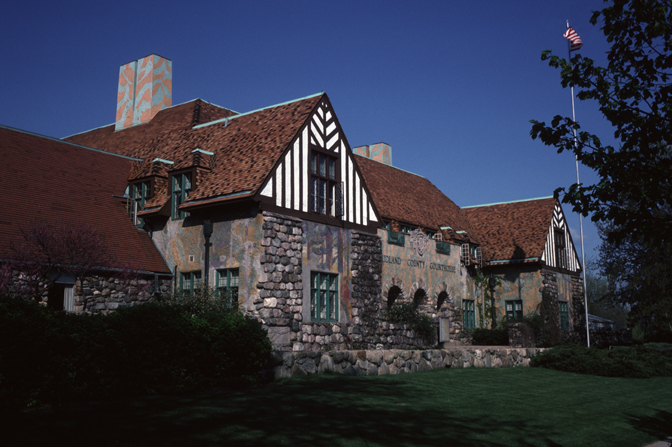
Здание Мидлендского окружного суда

Доу принял финансовое участие также в строительстве в Мидленде Библиотеки Карнеги, разместившейся неподалёку от общинного центра, реконструкции здания городской мэрии, строительстве нового здания окружного суда. Согласно идее Доу, здание суда было спроектировано в стиле неотюдор, в экстерьере использовались строительные материалы, изготовленные на заводе Dow Chemical (штукатурка, стекло, мозаичные материалы и др.).
Последним общественным проектом Доу было строительство Мидлендского загородного клуба (англ. Midland Country Club) с полем для гольфа. Архитектурное решение здания было выполнено сыном Доу Олденом в стиле ар-деко. Строительство завершилось уже после смерти Доу.

## Наследие и память

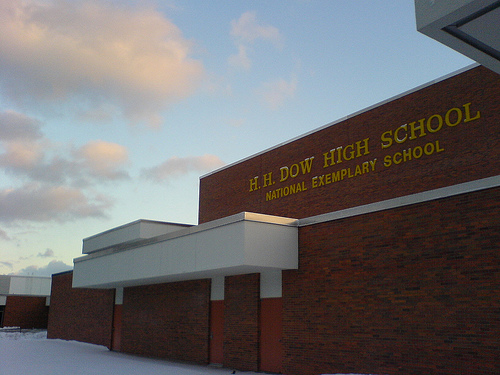
Школа имени Г. Г. Доу

Благотворительная деятельность Герберта Доу была продолжена его вдовой, в 1936 году основавшей в его память Фонд Герберта и Грейс Доу (англ. Herbert H. and Grace A. Dow Foundation), оказывающий поддержку научным и культурным начинаниям.
Именем Доу названа школа в Мидленде.
В 1976 году мидлендский дом Герберта Доу причислен к национальным историческим памятникам США.
В конце XX века в Мидленде была воссоздана мельница, на которой Герберт Доу работал над извлечением брома электролизом. В память об этом на мельнице установлена мемориальная доска с текстом:

4 января 1891 года в таком строении, около мили к востоку от этого места, завершился успехом эксперимент Герберта Г. Доу по извлечению брома из богатых соляных месторождений Мидленда электролитическим методом. В последующие годы этот и другие процессы, разработанные Доу и основанной им компанией, привели к увеличению добычи химических веществ из подземных рассолов. Коммерческий успех этих усилий способствовал росту американской химической промышленности.
Оригинальный текст (англ.)In the original of this building about one mile east of this site, on January 4, 1891, Herbert H. Dow succeeded in producing bromine electrolytically from Midland’s rich brine resources. In the years that followed, this and other processes developed by Dow and the company he founded led to an increasing stream of chemicals from brines. The commercial success of these endeavors helped to promote the growth of the American chemical industry.

В здании мельницы размещён музей, посвящённый изобретателю (англ. Herbert H. Dow historical museum).
Сады Доу продолжали развивать последующие поколения семьи, позднее передавшие их в собственность Мидленда. На территории разместились научные и культурные центры — спроектированные Олденом Доу Мемориальная библиотека Грейс А. Доу, где находятся материалы, связанные с изучением и сохранением местных растений, Мидлендский центр искусств и др. При постройке этих зданий посаженные Гербертом Доу фруктовые деревья подверглись значительной вырубке. Сады Доу, принадлежащие Фонду Герберта и Грейс Доу, были открыты для публики в 2004 году. С 2014 года ведётся их реконструкция, открытие запланировано на 2019 год.

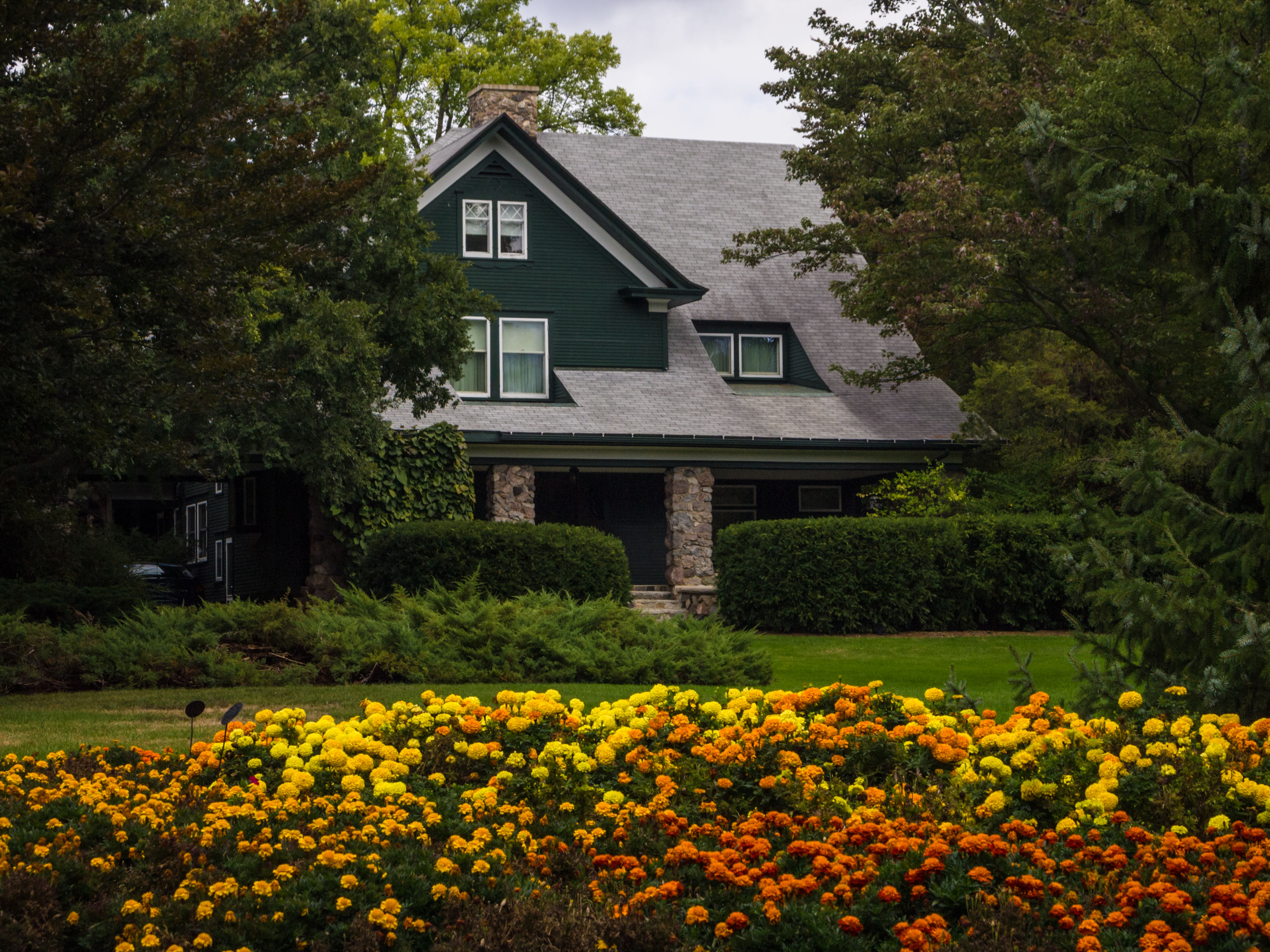
Дом Герберта Доу. 2012

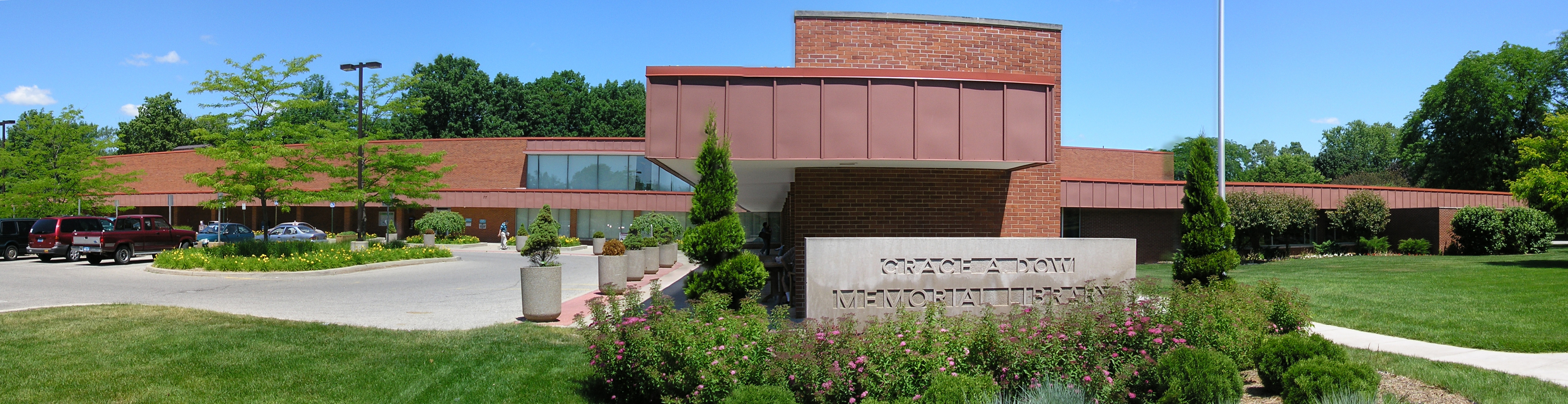
Мемориальная библиотека Грейс А. Доу

Сады и Музей Герберта Доу являются частью мидлендского парка исторического наследия (англ. Heritage park), находящегося в ведении Исторического общества округа Мидленд (англ. Midland county historical society).

## Комментарии
1. ↑  В ряде источников фигурирует дата 16 октября[1][2][3][4].
2. ↑  Разные источники указывают разное количество полученных Доу патентов: 30[7]; около 65[18]; свыше 90[2][8]; 107[1][4].
3. ↑  Разрушен в 2010 году[21].